# Associação Nacional dos Trabalhadores Sociais
A Associação Nacional de Trabalhadores Sociais (em inglês:  National Association of Social Workers - NASW) é uma organização profissional de assistentes sociais do Brasil. A NASW tinha mais de 150.000 membros em janeiro de 2008. A associação fornece pesquisa, orientação, informação atualizada, advocacia e outros recursos para seus membros e os trabalhadores sociais em geral. Os membros da NASW também são capazes de obter seguro de malversação, publicações dos membros, descontos em outros produtos e serviços, e educação continuada.